# The Call (mouvement)
Pour les articles homonymes, voir The Call.

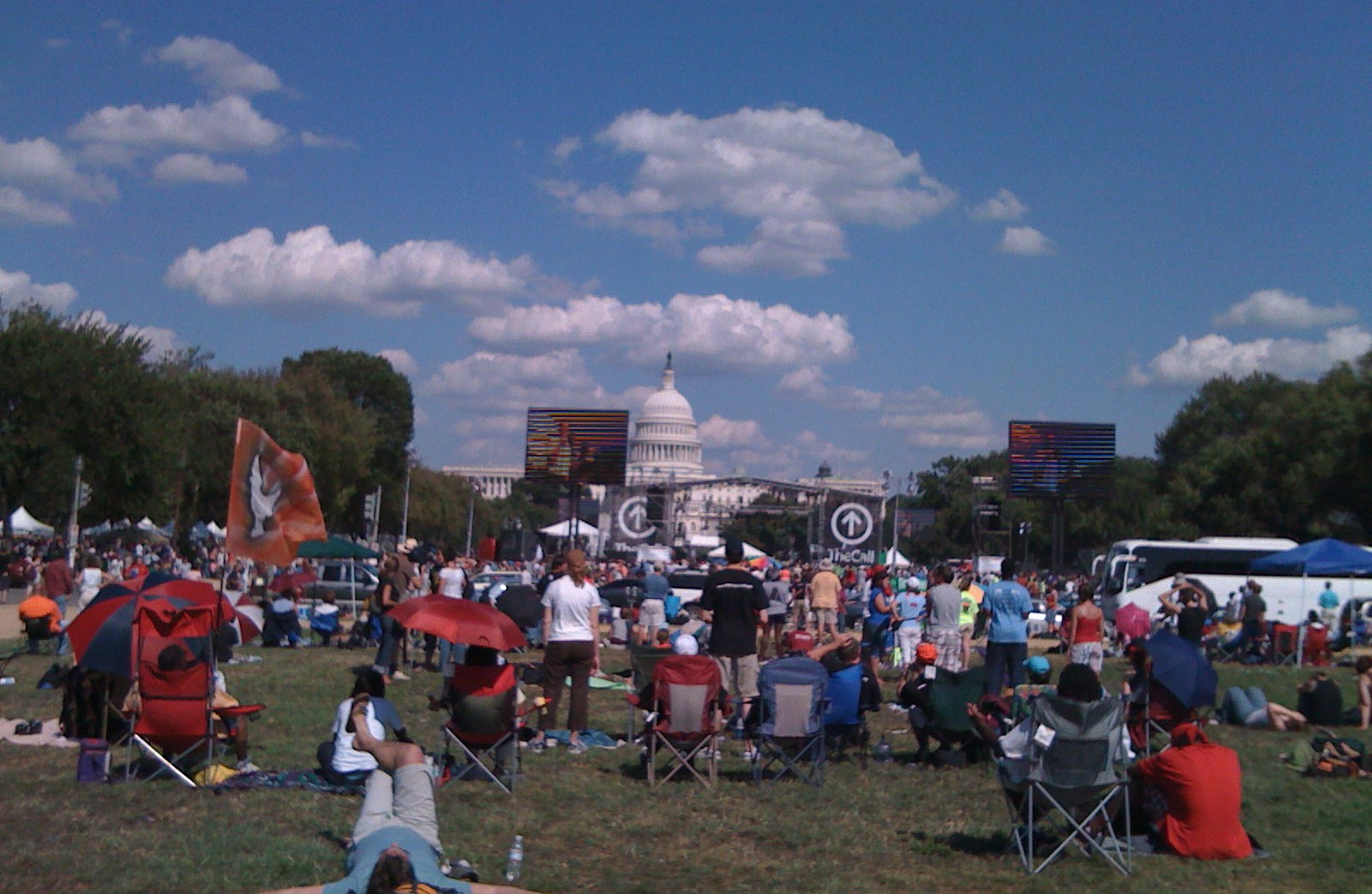
TheCall D.C. August, 2008

The Call (« L’Appel » en français) est une organisation chrétienne évangélique qui tient des rassemblements de prière conduits par Lou Engle en lien avec d’autres pasteurs évangéliques, principalement aux États-Unis. Ces rencontres requièrent des chrétiens qu’ils prient et jeûnent, afin de protester contre des causes telles que le mariage homosexuel ou l’accès libre et légal à l’avortement. The Call a reçu le soutien de leaders évangéliques américains, mais a aussi été critiqué pour son intolérance. 

## Événements
Originellement pensé comme une version jeune et mixte (garçons, filles) des Promise Keepers (en), The Call tient des rassemblements s’étendant sur 12 à 24 heures qui combinent des prières, des sermons, et de la louange sous la forme de rock chrétien. Ces événements sont connus pour leur diversité ethnique et culturelle[réf. nécessaire]. Lors des rassemblements organisés par The Call, les orateurs établissent fréquemment des parallèles entre le mouvement pro-vie et le mouvement des droits civiques[réf. nécessaire].
The Call se conçoit comme un rassemblement de jeûne et de prière, permettant aux participants de confesser les péchés personnels, mais aussi nationaux, en vue de prier pour que Dieu bénisse la nation et qu’il suscite un réveil spirituel parmi la jeunesse . La repentance personnelle et nationale, mise en œuvre par les chrétiens, ainsi que la prière pour le réveil spirituel ont été une caractéristique centrale de The Call depuis ses débuts. La plupart des événements sont consacrés à la prière et à des sermons contre l’avortement et l’homosexualité.
Des leaders évangéliques influents comme Mike Huckabee, James Dobson et Tony Perkins ont participé aux rassemblements de The Call. Engle croit que de tels rassemblements sont nécessaires afin de prévenir que des jugements divins s’abattent sur les États-Unis en raison de la légalisation de l’avortement et l’acceptation de l’homosexualité dans la culture américaine[réf. souhaitée].

## Controverse autour de l’Ouganda
Le 2 mai 2010, Engle s’est rendu en Ouganda pour organiser un rassemblement de The Call dans l’Université Makere, à Kampala. Le choix d’Engle de tenir un rassemblement dans ce lieu a été perçu par certains observateurs comme un soutien implicite au projet de loi anti-homosexualité que l’Ouganda avait proposé peu avant le voyage d’Engle. Ce projet de loi prévoyait l’emprisonnement ou la peine de mort pour les gays et les lesbiennes en Ouganda. Engel déclara par la suite s’être opposé à ce projet de loi, avoir appelé l’Église à examiner ses propres péchés, et s’opposer à la violence contre les homosexuels. Cependant, il n’a pas dénoncé la criminalisation de l’homosexualité.